# Fête de la mirabelle
Les fêtes de la Mirabelle sont une manifestation réunissant, chaque année au mois d’août, à Metz, les habitants, les producteurs et les distillateurs de mirabelle du Pays messin, ainsi que des confituriers, confiseurs, cafetiers et hôteliers mosellans, afin de célébrer et promouvoir ce fruit emblématique de la Lorraine. 

## Origine
La première manifestation est créée à Metz en 1947 par l'Association des prisonniers de guerre de la Moselle sous le patronage de Gabriel Hocquard, maire de Metz, et de Raymond Mondon, député de la Moselle. Elle est réalisée en tandem avec une grande kermesse dans la caserne Ney au bénéfice des anciens prisonniers de guerre de Moselle. L’ancien ambassadeur des États-Unis d’Amérique, Jefferson Caffery et l’ancien ministre des Finances, Robert Schuman, sont venus tous deux participer à la fête et à son inauguration.
Il n'était pas prévu d'en faire une nouvelle édition, mais la fête connu un si grand succès qu'on décide en 1949 de l'organiser une nouvelle fois. Toujours très réussie, on recommença l'expérience en 1951 et en 1953, avant de la rendre annuelle en 1954.
Celles-ci avaient alors pour but d’aider le monde agricole, qui gravement touché par la décimation du vignoble du Pays messin dans les décennies précédentes, s’était tourné vers la production fruitière, dont la mirabelle à laquelle le sol lorrain donne une saveur inimitable.

## Déroulement

### Élection de la Reine de la mirabelle
Depuis 1949, les Messins élisent une semaine avant les réjouissances, une reine de la mirabelle, défilant avec ses dauphines, sur un char fleuri, le jour du grand corso.  

### Festivités
Les réjouissances se déroulent habituellement sur les deux jours du dernier week-end d’août, avec le samedi : 
- attractions pour les enfants, place de la Comédie (toute la journée) ;
- marché du terroir, sur l’Esplanade (toute la journée) ;
- concert, sur le parvis des Arènes (soir) ;
- feu d'artifice et flash mob, au parc de la Seille (fin de soirée).

Les festivités continuent le dimanche :
- marché de l’artisanat et des saveurs, sur l’Esplanade et marché couvert (toute la journée) ;
- Grand corso fleuri : départ avenue Louis-le-Débonnaire; arrivée place d’Armes (après-midi)[2].

### Grand Prix de la mirabelle
Le dimanche 27 août 2006, le club Coincy Cyclo Sport organise une compétition de cyclisme sur route pour les Fêtes de la mirabelle : le 1er Grand Prix de la mirabelle en présence du député Denis Jacquat. Le club et la Fédération des commerçants de la ville de Metz organisent le 2e Grand Prix de la mirabelle le 26 août 2007 avec une course catégorie minimes et cadets ainsi qu’en 1re, 2e et 3e catégorie juniors. La troisième édition a lieu le 24 août 2008 ; deux courses sont organisées. L’édition 2010 est annulée.